# Prix Arts et Lettres de France
L'association culturelle internationale Arts et Lettres de France a été créée en 1974, est régie par la loi de 1901 et est mentionnée au Journal Officiel n°152 du 29 juin 1974. Son siège central est à Bordeaux.

## Histoire
Dans les débuts, une troupe de théâtre baptisée "Les Comédiens", en 1948,, rassemblant Théodore Quoniam (1900-1998), Albert Raffi (-2007), Jean Yon (-2016), Frédéric Huet, Lucette Luzier, s'oriente vers la Poésie, puis la peinture, avec l'influence de Michel Fontannaz, professeur de dessin. Elle décide alors de fonder un concours artistique, avec la participation de Paul Guth, Michel Suffran ou Christian Jean-Dit-Cazeaux. La revue intitulée Les coulisses, qui présentait anciennement les spectacles, devient alors plus éclectique, présentant auteurs et comptes-rendus critiques. Théodore Quoniam, de son véritable nom, Théodore Camille Joseph Quoniam, professeur d'Histoire-Géographie, ayant fait ses études supérieures à Caen, devient ensuite président de l'association nouvellement nommée en 1974,, des Arts et Lettres de France, dont le but est d'encourager, maintenir, promouvoir la culture artistique et littéraire française. L'association a notamment été accompagnée par Paul Guth et Jacques Chabannes.

## Organisation
L'association compte treize délégations régionales (Alsace-Lorraine, Aquitaine, Auvergne, Bretagne et Pays de la Loire, Languedoc, Limousin-Quercy, Martinique, Pyrénées-Atlantiques, Nord, Paris-Île-de-France, Picardie, Poitou-Charentes, Rhône-Alpes), quinze délégations départementales (Bouches-du-Rhône, Charente-Maritime, Corrèze, Drôme, Hautes-Alpes, Haute-Vienne, Hérault, Île de la Réunion, Indre-et-Loire, Loir-et-Cher, Meurthe-et-Moselle, Pas-de-Calais, Pyrénées-Orientales-Roussillon, Tarn, Var et Vaucluse) et dix délégations internationales (Allemagne, Belgique, Espagne, Grande-Bretagne, Israël, Italie, Norvège, Portugal, Québec, Suisse et Tunisie).
L'association organise un Concours international littéraire depuis 1974 comprenant les sections :
- poésie
- contes
- nouvelles
- romans
- pièces de théâtre
- essais
- ouvrages historiques et biographiques.

Chaque année, le nombre de participants varie entre 630 et 650 candidats.